# Nová Ves, Český Krumlov
Nová Ves là một làng thuộc huyện Český Krumlov, vùng Jihočeský, Cộng hòa Séc.